# 伊丹潤
伊丹 潤（いたみ じゅん、1937年5月12日 - 2011年6月26日）は、韓国の建築家、画家。在日韓国人2世で本名は庾東龍 （ユ・ドンヨン、유동용）。本貫は茂松庾氏。
伊丹潤の名は、生まれて初めて韓国行きの飛行機に乗った伊丹空港の「伊丹」と、親しく交流していた朝鮮出身の作詞・作曲家・歌手であった吉屋潤（よしやじゅん、またはキル・オギュン(길옥윤)）の「潤」とを合わせて作ったものである。姓の漢字「庾（ユ）」が、常用漢字として認められていなかったためもあるという（人名用漢字の項も参照）。

## 経歴・人物
東京都出身。1964年、武蔵工業大学工学部建築学科卒業。1968年に伊丹潤建築研究所設立。2007年から2008年まで、日本民藝館運営委員。2009年から済州国際英語教育都市開発事業のマスター・アーキテクトに就任。
代表作にDuson Museum (2007年) ・WIND MUSEUM・STONE MUSEUM・WATER MUSEUM、Guest House PODO Hotel (2001年)、PINX Public Golf Club House (1998年) the Kinta Naeba（1985年）など。
父祖の地である大韓民国では済州島のプロジェクトなどを手がけた。
主な展覧会に、2003年「伊丹潤-建築展」パリ・国立ギメ東洋美術館、2004年「伊丹潤-建築展」ベルリン、Aedes East Architecture Forumなどがある。2009年にはニューヨーク・グッゲンハイム美術館に招待作家として招請された。 
2011年6月26日、脳出血のため東京都内の病院で死去。74歳没。

## 著書・編
- 李朝民画（講談社 1975年）編、水尾比呂志・李禹煥 解説
- 李朝の建築（求龍堂 1981年）、村井修写真、大著
- 朝鮮の建築と文化（求龍堂 1983年）
- 韓国の空間（求龍堂 1985年）編、朱明徳写真
- 伊丹潤 建築と絵画（求龍堂 2002年）、写真村井修、安齊重男ほか
- 李朝白磁壷：新たなる美を求めて（クレオ Hanegi Museum 2007年）編
- 李朝高麗抄選 : 李朝高麗時代の陶磁研究（クレオ Hanegi Museum 2009年）編
- 伊丹潤の軌跡（クレオ Hanegi Museum 2011年）編
- 伊丹潤 手の痕跡（TOTO出版 2012年）編

## 受賞歴
- 1980年 日本サイン協会協会賞
- 1992年 GIDコンペティション優秀賞
- 1992年 ナショナルオーシャニックミュージアム国際コンペティション最優秀賞
- 2001年 韓国建築家協会作品賞
- 2002年 韓国・名家名人賞
- 2005年 フランス・シュバリエ勲章
- 2006年 国連人間住居計画 -UN HABITAT-主催のアジア文化・景観賞
- 2006年 韓国・金寿根文化賞
- 2008年 韓国建築文化大賞優秀賞
- 2010年 村野藤吾賞